# Charitopes andinus
Charitopes andinus là một loài tò vò trong họ Ichneumonidae.